# Rudolf Noack
Rudolf Noack (* 30. März 1913 in Harburg, Preußen; † 30. Juni 1947 in Rakitianka nahe Orsk, Russische SFSR, Sowjetunion), auch „Rudi“ gerufen, war ein deutscher Fußballspieler. Der Offensivspieler des Hamburger SV hat von 1932 bis 1945 an sechs norddeutschen Meisterschaften der „Rautenträger“ mitgewirkt und in seiner Zeit als Kriegsgastspieler mit dem First Vienna FC 1943 den Tschammer-Pokal und die zwei österreichischen Meisterschaften 1943 und 1944 gewonnen. Noack wird in der HSV-Statistik von 1931 bis 1945 mit insgesamt 193 Ligaspielen geführt, in denen er 233 Tore erzielt hat.

## Karriere

### Vereine
„Rudi“ Noack kam vom Harburger „Mopsberg“ an der damaligen Elisenstraße (heute: Baererstraße), wo er mit den Nachbarskindern und späteren HSV-Teamkameraden Richard Dörfel und Friedo Dörfel als Straßenfußballer aufwuchs. Er begann als Junge aus dem Arbeitermilieu – sein Vater war Arbeiter bei den Phoenix-Gummiwerken – als Jugendspieler beim ATSB-Verein Herta 09 Harburg. Er wechselte später zu Rasensport Harburg und 1931 zum SV Harburg. Für den debütierte er mit fünf Treffern zum 6:4 gegen Victoria in der Nordmeisterschaft und das außergewöhnliche Talent war fortan Stadtgespräch und natürlich auch Thema am Rothenbaum. 1931 ging der Ex-Seemann zum HSV, wohin sich auch Richard Dörfel von Viktoria Harburg verändert hatte. Noack spielte eine überragende Runde in der Saison 1931/32 und erzielte bei 18 Ligaspielen 36 Tore und der HSV wurde mit 34:2 Punkten Meister in der Oberliga Nord und gewann danach auch die norddeutsche Meisterschaft. Bei den zwei Spielen gegen den Eimsbütteler TV (8:2) am 18. Oktober 1931 und den FC St. Pauli (7:0) am 31. Januar 1932 zeichnete er sich jeweils als vierfacher Torschütze aus. Gegen den VfL Benrath (3:1) und den FC Schalke 04 (2:4) trug er im Mai 1932 seine ersten zwei von insgesamt 23 Endrundenspielen (16 Tore) um die deutsche Fußballmeisterschaft für den HSV aus. Im Juni 1932 schloss sich der Arbeitslose mit seinem Kumpel Richard Dörfel dem CfR Köln an. Sie kehrten im November 1932 wieder zurück, doch der Westdeutsche Spiel-Verband (WSV) sperrte die beiden Ex-Kölner bis April 1933. Der Norddeutsche Spiel-Verband (NSV) gab Dörfel vorzeitig frei, so dass Richard Dörfel wieder ab dem 27. November 1932 Punktspiele für den HSV austragen konnte; Noack blieb dagegen aber bis November 1933 gesperrt und durfte erst durch eine Begnadigung zum Start der Saison 1933/34 wieder für die Rothosen auflaufen.
Von 1931 bis 1942 und in der Saison 1944/45 gehörte er dem Hamburger SV an und spielte zwischenzeitlich von 1942 bis 1944 für den First Vienna FC. Im April 1940 wurde er wegen nicht näher bezeichneter persönlichen Verfehlungen aus dem Nationalsozialistischen Reichsbund für Leibesübungen ausgeschlossen und er konnte erst wieder im Laufe der Saison 1941/42 in das HSV-Team zurückkehren. In der Saison 1939/40 kam Noack lediglich zu drei Ligaeinsätzen, in denen er zwei Tore erzielte und 1940/41 war er die gesamte Runde gesperrt.
In der Hamburger Mannschaft, in der er als halblinker Stürmer spielte und meist die Rolle des Spielmachers übernahm, fiel er durch Spielwitz und vollendete Technik, als Filigranfußballer, wie ihn das Hamburger Publikum bis dahin noch nicht zu sehen bekommen hatte, allerdings auch mit einem nicht eben stromlinienförmigen Charakter ausgestattet und durch seinen markanten dichten dunklen Haarschopf, welcher ihm den Beinamen „der Schwarze“ eingebracht hatte, auf. Im Fußball Lexikon Hamburg wird eine Aussage von Ernst Happel zitiert, der ihn während des Krieges als Gastspieler von Vienna Wien mehrfach gesehen hatte: „Bis auf Matthias Sindelar, Österreichs berühmtester Fußballer aller Zeiten, war er besser als die Stars des Wiener Wunderteams.“ Im Buch über den Norddeutschen Fußball-Verband aus dem Jahr 2005 ist zu Noack notiert: „Er war in spielerischer Hinsicht ein Vertreter des typischen südländischen Fußballs und der größte Fußballer und Techniker, der je im HSV war,“ so der Journalist Günther Rackow.
Während des Zweiten Weltkriegs spielte er nur noch selten für den Hamburger SV. Als Kriegsgastspieler – gemeinsam mit seinem früheren Hamburger Mitspieler Richard Dörfel – gewann er am 31. Oktober 1943 in Stuttgart mit dem First Vienna FC den Tschammerpokal gegen den Luftwaffen-Sportverein Hamburg mit 3:2 n. V. Noack erzielte an der Seite von Richard Dörfel und Karl Decker zwei Treffer, unter anderem in der 113. Minute der Verlängerung den Siegtreffer zum 3:2. Vier Monate zuvor schloss er mit dieser Mannschaft als Viertplatzierter die Endrunde um die Deutsche Meisterschaft ab. Insgesamt hat er für Vienna in den zwei Endrunden 1943 und 1944 sechs Spiele mit drei Toren ausgetragen.
Während seiner HSV-Zugehörigkeit bestritt er 178 Meisterschafts- und 15 Pokalspiele und erzielte dabei insgesamt 233 Tore. Laut dem Statistikwerk von Prüß und Irle absolvierte Noack seine letzten drei Verbandsspiele für den HSV im November 1944 in der Gauklasse Hamburg gegen den FC St. Pauli (6:2), Victoria Hamburg (1:1) und Barmbecker SG (11:1) an der Seite seiner Mannschaftskollegen Walter Warning, Erwin Seeler, Esegel Melkonian und Rudi Greifenberg.

### Nationalmannschaft und Auswahl Nordmark
Noack bestritt drei Länderspiele für die A-Nationalmannschaft und erzielte ein Tor. Sein Debüt gab er am 14. Januar 1934 in Frankfurt am Main beim 3:1-Sieg über die Nationalmannschaft Ungarns. Noack debütierte dabei wie auch Mittelstürmer Edmund Conen. Es war das letzte Spiel vor der WM-Qualifikation am 11. März gegen Luxemburg. Er nahm – gemeinsam mit Hans Schwartz vom SC Victoria Hamburg – an der vom 27. Mai bis 10. Juni 1934 in Italien ausgetragenen Weltmeisterschaft teil und kam einzig am 3. Juni im mit 1:3 verlorenen Halbfinalspiel gegen die Nationalmannschaft der Tschechoslowakei zum Einsatz; dabei gelang ihm mit dem Treffer zum 1:1-Ausgleich in der 62. Minute ein Tor. Sein letztes Länderspiel für den DFB bestritt er am 2. Mai 1937 in Zürich beim 1:0-Sieg über die Schweizer Nationalmannschaft. Der deutsche Angriff lief in Zürich in der Besetzung mit Ernst Lehner, Fritz Szepan, Jakob Eckert, Noack und Adolf Urban auf. 14 Tage später, am 16. Mai, feierte die deutsche Elf in Breslau einen 8:0-Erfolg gegen Dänemark und es wurde damit der Mythos der „Breslau-Elf“ geboren. Deren Angriffsbesetzung setzte sich aus Lehner, Rudolf Gellesch, Otto Siffling, Szepan und Urban zusammen.
Noack, der als leicht erregbar und eigensinnig galt, hätte auch bedingt durch seinen außersportlichen Lebenswandel als Nichtraucher und Antialkoholiker zu einem Lieblingsspieler der Reichstrainer Otto Nerz und Josef Herberger avancieren können, was aber nicht der Fall war. Noacks ehemaliger HSV-Kollege Rudolf Greifenberg sah andere Ursachen hinter der fortwährenden Nichtberücksichtigung und den anhaltenden Querelen um den populären Spieler und HSV-Publikumsliebling: „Rudi war ein Gerechtigkeitsfanatiker, er hat sich nichts gefallen lassen und auch Herberger seine Meinung gesagt. Vielleicht hatten die Sperren politische Gründe. Wir waren beide keine Kommunisten, aber gegen die Nazis, den Ruf hatten wir.“
Mit der Gauauswahl Nordmark gewann er am 6. März 1938 in Erfurt mit 3:1 gegen die Südwestmannschaft das Finale um den Reichsbundpokal. Im Angriff war der erfolgreiche Norden mit Wilhelm Ahlers, Herbert Panse, Werner Höffmann, Noack und Gustav Carstens dabei angetreten. Noack hatte seine Mannschaft in der zweiten Halbzeit mit 1:0 in Führung gebracht. In der Saison 1941/42 führte er die Nordmarkauswahl mit Siegen gegen Niederschlesien (3:0), Köln/Aachen (6:0) und nach einem 4:1 gegen Brandenburg im Wiederholungsspiel im Halbfinale am 27. September 1942 in Hamburg erneut in das Finale, wo er dann aber im November 1942 nicht spielte. Insgesamt wird er in der Statistik mit 16 Gauauswahlspielen mit 12 Toren gelistet.

## Erfolge
- Dritter der Weltmeisterschaft 1934
- Tschammerpokal-Sieger 1943
- Torschützenkönig des Tschammerpokal-Wettbewerbs 1943 (10 Tore; gemeinsam mit Karl Decker)
- Gaumeister Nordmark 1937, 1938, 1939
- Norddeutscher Meister 1932, 1933
- Bezirksmeister Groß-Hamburg 1932, 1933

## Leben und Schicksal im Zweiten Weltkrieg
Noack arbeitete wie sein Vater bei den Phoenix Gummiwerken in Harburg. Zwischenzeitlich fuhr er zur See und ließ sich auf dem Oberarm tätowieren. Wegen dieser Tätowierung durfte er seine Ärmel nie so weit hochkrempeln, dass diese sichtbar wurden; sie soll auch ein Nachteil bei seiner Nominierung für die A-Nationalmannschaft gewesen sein.
Er wurde zum Wehrdienst als Soldat eingezogen und als Flakhelfer in Mooswerder stationiert. Nach der Versetzung seines HSV-Vereinskollegen Richard Dörfel wurde Noack im Oktober 1942 nach Wien abkommandiert. Das Ende des Zweiten Weltkriegs erlebte er in Böhmen. Der Obergefreite geriet in sowjetische Kriegsgefangenschaft und starb in dieser am 30. Juni 1947 in Rakitianka.